# Drottninggatan, Malmö

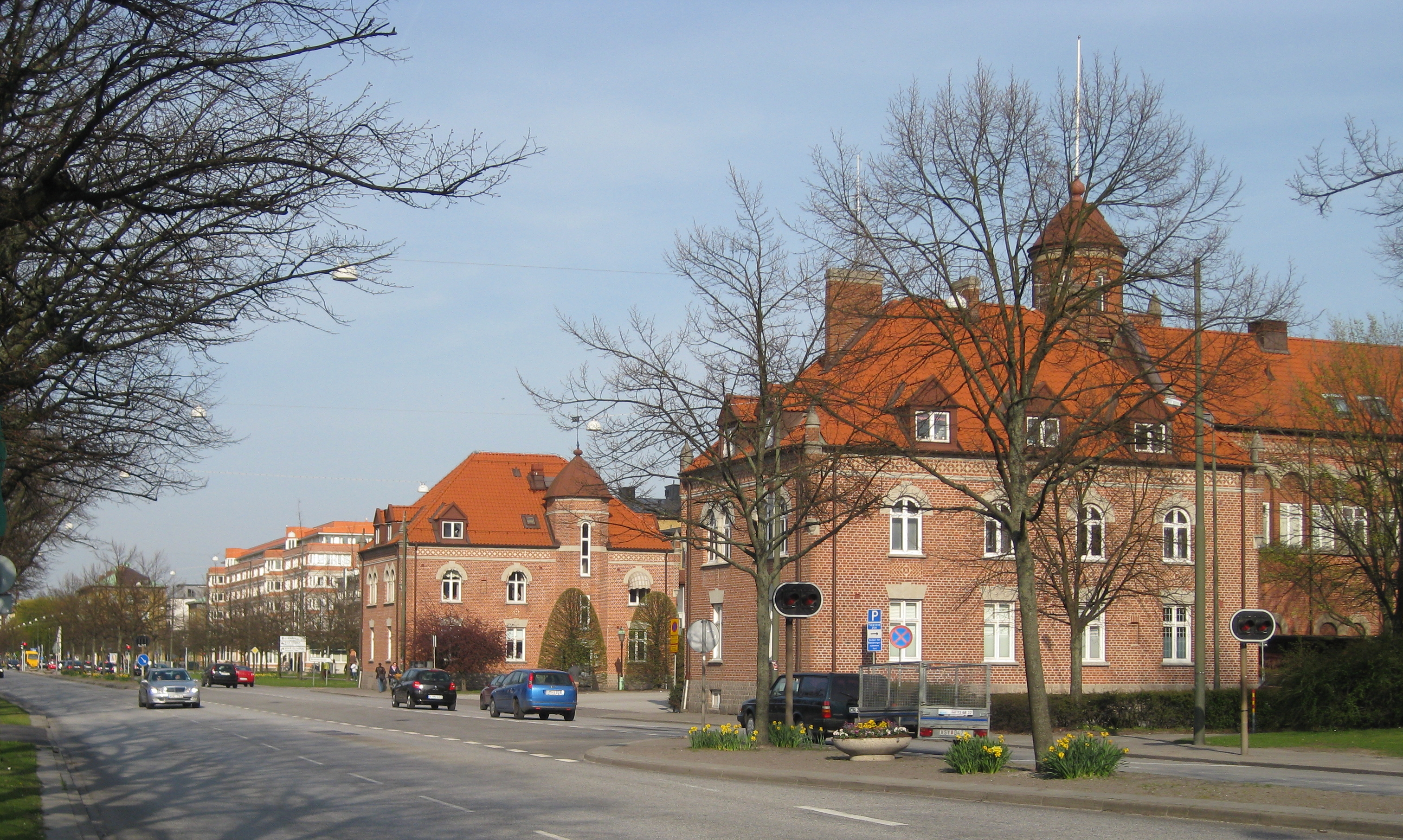
Huvudbrandstationen vid Drottninggatan

Drottninggatan är en huvudgata i Malmö.
Gatan tillkom i samband med planeringen av Rörsjöstaden på 1870-talet och namngavs 1878. Den sträckte sig ursprungligen från Kaptensgatan längs Rörsjökanalen och vidare till Östra Förstadsgatan. År 1901 förlängdes gatan i väster fram till Södra Förstadsgatan, vilket innebar att Norra Tvärgatan försvann.
År 1961 blev Drottninggatan en av huvudinfarterna till centrala Malmö, då den via Hornsgatan anslöts till Stockholmsvägen. Detta skedde genom Drottninggatans förlängning i öster fram till Fredsgatan, varigenom hela kvarteret Olof samt tre lokalgator, Västra och Östra Dalgatan samt Gropgatan försvann. Dessa tre gator var kända sedan 1877 (stadsingenjör Georg Gustafssons karta över Östra Förstaden). De båda Dalgatorna var uppkallade efter Sumpadal, en tidigare ängsmark i området. Gropgatan var en förbindelse mellan dessa två gator, strax söder om Fredsgatan.